# Mohammed Alí Amar
Mohamed Alí Amar, conegut com a Nayim (Ceuta, 5 de novembre de 1966), és un exfutbolista espanyol de la dècada de 1990.

## Biografia
Va començar la seva carrera com a professional en les categories inferiors del FC Barcelona, promogut pel llavors entrenador del conjunt català Terry Venables, però no va arribar mai a jugar en el primer equip, ja que les seves característiques com a jugador (hàbil, d'una tècnica excel·lent, però indisciplinat de vegades) no concordaven amb l'esquema de Cruyff. A pesar d'això, va aconseguir formar part en diverses ocasions de la selecció espanyola sub-21.
Va fitxar pel Tottenham Hotspur FC de la Premier League anglesa en una edat molt primerenca i aviat va aconseguir la titularitat i el suport de l'afició anglesa, gràcies, en gran part, a les seves excel·lents actuacions contra el gran equip rival del conjunt londinenc, l'Arsenal FC. Es va estar cinc temporades en l'esquadra britànica. Posteriorment, la temporada 1993-1994, va fitxar pel Reial Saragossa,club amb el qual va obtenir els seus majors èxits com a futbolista. No obstant això, no va arribar a la titularitat fins passat un any, a causa, en part, de la seva mala relació amb l'equip tècnic i l'afició, que el consideraven un jugador summament díscol i individualista.
L'any 1994 va aconseguir el seu primer títol, la Copa del Rei espanyola, enfront del Celta de Vigo en la tanda de penals. Però la seva fita més important com a futbolista la va assolir el 10 de maig de 1995, a París, on es va proclamar campió de la Recopa d'Europa. Quan faltaven tot just deu segons per al final de la pròrroga i amb l'empat a 1 en el marcador va tornar a fer el paper de "bèstia negra" de l'Arsenal FC i va marcar el gol decisiu amb una paràbola des de 49 metres. Va ser un gol espectacular, considerat en alguns mitjans com el millor que s'havia marcat mai en una final. Del que no hi ha dubte és que va ser el gol pel qual se'l recordarà. No obstant això, aquest va ser el punt culminant de la seva carrera, ja que, aquell mateix estiu, el club va vendre una gran part de les seves estrelles (Esnáider i Poyet) i va començar el declivi de l'equip.
La temporada 95-96 només va poder marcar un gol a Anoeta i va formar part del grup de velles glòries que van abandonar el conjunt de La Romareda per la porta del darrere (Pardeza, Paquete Higuera, Cedrún, Belsué, Cáceres, etc.)
Els últims dies com a jugador de futbol els va passar al Logroñés, que va alternar durant uns anys la seva estada a Primera i a Segona Divisió.

## Clubs
| Club                    | Lliga     | Any       |
| ----------------------- | --------- | --------- |
| FC Barcelona            | Espanyola | 1986-1988 |
| Tottenham Hotspur FC    | Anglesa   | 1988-1993 |
| Reial Saragossa         | Espanyola | 1993-1996 |
| Club Deportivo Logroñés | Espanyola | 1996      |

## Palmarès
| Títol           | Club            | Any  |
| --------------- | --------------- | ---- |
| Copa del Rei    | Reial Saragossa | 1994 |
| Recopa d'Europa | Reial Saragossa | 1995 |